# Исянгуловский сельсовет
Исянгуловский сельсовет — муниципальное образование в Зианчуринском районе Башкортостана.

## История
Согласно «Закону о границах, статусе и административных центрах муниципальных образований в Республике Башкортостан» имеет статус сельского поселения.

## Население
| 2002  | 2009  | 2010  | 2012  | 2013  | 2014  | 2015  |
| ----- | ----- | ----- | ----- | ----- | ----- | ----- |
| 8163  | ↗8850 | ↘8392 | ↘8348 | ↗8443 | ↗8471 | ↗8488 |
| 2016  | 2017  |       |       |       |       |       |
| ↗8499 | ↘8485 |       |       |       |       |       |

## Состав сельского поселения
| № | Населённый пункт | Тип населённого пункта       | Население |
| - | ---------------- | ---------------------------- | --------- |
| 1 | Исянгулово       | село, административный центр | ↗7682     |
| 2 | Новопавловка     | село                         | ↗649      |
| 3 | Янги-Юл          | село                         | ↘196      |
| 4 | Аютово           | село                         | ↘129      |